# Giovanni II del Viennois
Giovanni II de la Tour-du-Pin (prima del 1277 – Pont de Sorgues, 5 marzo 1319) fu barone de la Tour-du-Pin e delfino del Viennois e conte di Albon, dal 1307 alla morte.

## Origine
Giovanni, secondo il De Allobrogibus libri novem, era il figlio primogenito del signore di Coligny, barone de la Tour-du-Pin e delfino del Viennois e conte di Albon Umberto I (1240 c.a. – 1307) e della delfina del Viennois e contessa di Albon, contessa di Grenoble, di Oisans, di Briançon,  di Embrun e di Gap, Anna di Borgogna (1255 – 1299), che ancora secondo il De Allobrogibus libri novem, era la figlia femmina primogenito del delfino del Viennois e conte di Albon, conte di Grenoble, di Oisans, di Briançon, di Embrun e di Gap, Ghigo VII e della Signora di Faucigny, Beatrice, che, secondo il documento n° 407 del Peter der Zweite Graf von Savoyen, Markgraf in Italien, sein Haus und seine Lande, dello storico, Ludwig Wurstenberger, era l'unica figlia del Conte di Savoia, Conte di Richmond e Lord guardiano dei cinque porti, Pietro II e, come ci conferma il documento n° 583 del Peter der Zweite Graf von Savoyen, Markgraf in Italien, sein Haus und seine Lande, dello storico, Ludwig Wurstenberger, della Signora di Faucigny, Agnese, che era la figlia primogenita di Aimone II, signore di Faucigny (discendente dai Signori di Faucigny e dai Conti di Ginevra) e della moglie di cui non si conoscono né il nome né gli ascendenti.
Umberto I de la Tour-du-Pin era figlio di Alberto IV, barone de la Tour du Pin (1205 – 1259) e di Beatrice di Coligny (1200 – 1241); infatti secondo il documento n° 814 del Peter der Zweite Graf von Savoyen, Markgraf in Italien, sein Haus und seine Lande, dello storico, Ludwig Wurstenberger, era fratello del Signore de la Tour-du-Pin, Alberto V, che secondo il documento n° 4736 del Recueil des chartes de l'abbaye de Cluny. Tome 6, era figlio di Alberto IV, barone de la Tour du Pin e della moglie che, secondo il documento T della Histoire de Dauphiné et des princes qui ont porté le nom de dauphins era Beatrice di Coligny, che era figlia di Ugo I signore di Coligny (1170 – 1205) e di Beatrice d'Albon, che era stata delfina del Viennois e contessa di Albon dal 1168 al 1228.

## Biografia
I suoi genitori, Anna e Umberto divennero Delfini nel 1282, alla morte, senza discendenza, del fratello di Anna, il delfino del Viennois e conte di Albon, Giovanni I, in quanto Anna era erede dell titolo di Delfina del Viennois, in base al testamento fatto il 27 giugno 1267, dal padre, Ghigo VII (Guigo Dalphinus, Vienn. et Albonis comitis), che aveva disposto che il suo erede sarebbe stato il figlio maschio primogenito, Giovanni (Johannem filium meum eredem mihi), ed in caso di morte di Giovanni le due figlie femmine, Anna e Caterina (Annam et Catharinam filias meas) sotto la tutela della moglie, Beatrice (Beatrix uxor mea).
Nel 1289, secondo il documento n° XLVII della Histoire de Dauphiné et des princes, Giovanni venne investito del titolo di barone de la Tour-du-Pin e delfino del Viennois e conte di Albon, pur rimanendo i suoi genitori usufruttuari, per tutta la durata della loro vita.
Nel 1300, Giovanni viene citato col titolo di Delfino (ego Joannes Delphinus primogenitus eorumdem) nel documento n° 9 del Le Cartulaire de Saint-Robert, inerente ad uno scambio di terreni con la chiesa di Grenoble.
Sua madre, Anna secondo il De Allobrogibus libri novem, morì nel 1298, nella certosa di Salettes a Crémieu, dove fu sepolta.
Suo padre, Umberto, nel 1306, lasciando il potere a Giovanni, si ritirò nella certosa di Val Ste Marie dove morì e dove fu tumulato l'anno dopo.
L'opera politica principale di Giovanni II è stata quella di delimitare la frontiera delfino-savoiarda con nuove città fortificate per rafforzarne la difesa. Egli volle utilizzare la tregua fra il Delfinato e la Contea di Savoia che non erano difese che da alberi. Tale politica è identica a quella praticata dai re d'Inghilterra in Aquitania nello stesso periodo storico.
Egli cercò di attrarre nuovi abitanti con la concessione di terre tolte alle foreste e di diritti di utilizzo per la costruzione di case ed in cambio i nuovi abitanti erano tenuti a cavalcare a breve distanza ed all'interno dei loro bastioni per resistere alle incursioni savoiarde. Accordando franchigie fiscali a questi paesi, egli riuscì a far fermare abitanti su quei luoghi, che partecipavano così alla difesa del territorio.
A quell'epoca i paesi di La Buissière e Avalon  erano circondati da un bastione formante un villaggio militare. Questa barriera era stata finanziata dagli abitanti stessi che pagavano un canone in natura chiamato vingtain, applicato per la prima volta nel 1310. La carta che assicurava la franchigia a La Bussiere fu concessa dal Delfino tra il 1308 ed il 1315, mentre Avalon la ricevette nell'agosto del 1313, poco dopo che il paese era stato incendiato dai savoiardi, non essendo ancora difeso che da una palizzata in legno. Giovanni II si recava spesso a La Buissière e ad Avalon durante il suo regno, verosimilmente per verificare l'avanzamento dei lavori di fortificazione.
Giovanni II (Dom. Joannes Dalphinus Viennensis et Albonis comes, dominusque de Turre), il 26 agosto 1318, fece testamento indicando il suo figlio primogenito, Ghigo (filium suum Guigonem Dalphini), suo erede universale, citando anche i secondo figlio, Umberto (filium suum Humbertum fratrem dict. Guigonis), designando il fratello, Enrico, tutore dei figli, e disponendo di voler essere sepolto nella cappella dei Delfini nella chiesa di Sant'Andrea a Grenoble (ecclesia Beati Andreæ Gratianop. capella Dalphinali).
Nel febbraio seguente Giovanni aggiunse tre codicilli a favore della figlia, Caterina (filiam suam Katharinam), del fratellastro, Guglielmo (Guillelmo spurio fratri suo), e del nipote illegittimo, Enrico di Dreins (Henricum de Drenis nepotem suum).
Giovanni II, secondo il De Allobrogibus libri novem, morì, il 5 marzo 1319, a Pont de Sorgues, durante il viaggio di ritorno da una visita alla corte pontificia di Avignone, di Giovanni XXII; fu sepolto, secondo la sua volontà, accanto all'altare maggiore, nella chiesa di Sant'Andrea a Grenoble.
Gli succedette, sempre secondo le sue volontà, il primogenito, Ghigo, ancora minorenne, sotto la reggenza dello zio paterno, Enrico, vescovo di Metz.

## Matrimonio e discendenza
Secondo il Chronicon Astense (non consultato), prima del 1296, Giovanni, era stato fidanzato con Margherita di Savoia, che, secondo lo storico francese, Samuel Guichenon, nel suo Histoire généalogique de la royale maison de Savoie, era la figlia di Amedeo V, Conte di Savoia, d'Aosta e di Moriana, e della sua prima moglie, Sibilla o Simona di Baugé.
Nel 1298, secondo il De Allobrogibus libri novem, Giovanni aveva sposato Beatrice d'Ungheria, figlia del Principe di Salerno e Re titolare d'Ungheria, Carlo Martello d'Angiò e di Clemenza d'Asburgo, che portò in dote territori provenzali, dono del nonno di Beatrice, Carlo lo Zoppo, che, oltre che essere sovrano del Regno di Napoli, tra gli altri titoli, era anche conte di Provenza e di Forcalquier; il contratto di matrimonio era stato redatto a Napoli il 25 maggio 1296, come ci viene confermato dal documento n° LXXIV della Histoire de Dauphiné et des princes.
Giovanni da Beatrice ebbe tre figli:
- Ghigo (1309  –  1333), Delfino del Viennois con il nome di Ghigo VIII[18];
- Umberto[18] (1312  –  1355), Delfino del Viennois con il nome di Umberto II, come ci conferma la Bibliotheca sebusiana[23].
- Caterina († dopo il febbraio 1319,, citata nel codicillo del testamento del padre[17].

## Ascendenza
|                              |                       |                        | Genitori                    |  |  | Nonni |  |  | Bisnonni                      |  |  | Trisnonni |  |
|                              |                       |                        |                             |  |  |       |  |  | Alberto III de la Tour du Pin |  |  | …         |  |
|                              |                       |                        |                             |  |  |       |  |  | Alberto III de la Tour du Pin |  |  | …         |  |
|                              |                       | …                      |                             |  |  |       |  |  | Alberto III de la Tour du Pin |  |  |           |  |
| Alberto IV de la Tour du Pin |                       |                        |                             |  |  |       |  |  | Alberto III de la Tour du Pin |  |  |           |  |
|                              |                       | Maria d'Alvernia       | Roberto IV d'Alvernia       |  |  |       |  |  |                               |  |  |           |  |
|                              |                       | Maria d'Alvernia       | Roberto IV d'Alvernia       |  |  |       |  |  |                               |  |  |           |  |
|                              |                       | Maria d'Alvernia       | Matilde di Borgogna         |  |  |       |  |  |                               |  |  |           |  |
| Umberto I del Viennois       |                       | Maria d'Alvernia       |                             |  |  |       |  |  |                               |  |  |           |  |
|                              |                       | Ugo I di Coligny       | Umberto II di Coligny       |  |  |       |  |  |                               |  |  |           |  |
|                              |                       | Ugo I di Coligny       | Umberto II di Coligny       |  |  |       |  |  |                               |  |  |           |  |
|                              |                       | Ugo I di Coligny       | Ida di Vienne               |  |  |       |  |  |                               |  |  |           |  |
| Beatrice di Coligny          |                       | Ugo I di Coligny       |                             |  |  |       |  |  |                               |  |  |           |  |
|                              |                       | Beatrice d'Albon       | Ghigo V d'Albon             |  |  |       |  |  |                               |  |  |           |  |
|                              |                       | Beatrice d'Albon       | Ghigo V d'Albon             |  |  |       |  |  |                               |  |  |           |  |
|                              |                       | Beatrice d'Albon       | Beatrice del Monferrato     |  |  |       |  |  |                               |  |  |           |  |
| Giovanni II del Viennois     |                       | Beatrice d'Albon       |                             |  |  |       |  |  |                               |  |  |           |  |
|                              | Ghigo VI del Viennois | Ugo III di Borgogna    |                             |  |  |       |  |  |                               |  |  |           |  |
|                              | Ghigo VI del Viennois | Ugo III di Borgogna    |                             |  |  |       |  |  |                               |  |  |           |  |
|                              | Ghigo VI del Viennois | Beatrice d'Albon       |                             |  |  |       |  |  |                               |  |  |           |  |
| Ghigo VII del Viennois       | Ghigo VI del Viennois |                        |                             |  |  |       |  |  |                               |  |  |           |  |
|                              |                       | Beatrice di Monferrato | Guglielmo VI del Monferrato |  |  |       |  |  |                               |  |  |           |  |
|                              |                       | Beatrice di Monferrato | Guglielmo VI del Monferrato |  |  |       |  |  |                               |  |  |           |  |
|                              |                       | Beatrice di Monferrato | Berta di Clavesana          |  |  |       |  |  |                               |  |  |           |  |
| Anna di Borgogna             |                       | Beatrice di Monferrato |                             |  |  |       |  |  |                               |  |  |           |  |
|                              |                       | Pietro II di Savoia    | Tommaso I di Savoia         |  |  |       |  |  |                               |  |  |           |  |
|                              |                       | Pietro II di Savoia    | Tommaso I di Savoia         |  |  |       |  |  |                               |  |  |           |  |
|                              |                       | Pietro II di Savoia    | Margherita di Ginevra       |  |  |       |  |  |                               |  |  |           |  |
| Beatrice di Savoia           |                       | Pietro II di Savoia    |                             |  |  |       |  |  |                               |  |  |           |  |
|                              |                       | Agnese di Faucigny     | Aimone II di Faucigny       |  |  |       |  |  |                               |  |  |           |  |
|                              |                       | Agnese di Faucigny     | Aimone II di Faucigny       |  |  |       |  |  |                               |  |  |           |  |
|                              |                       | Agnese di Faucigny     | Beatrice d'Auxonne ?        |  |  |       |  |  |                               |  |  |           |  |
|                              |                       | Agnese di Faucigny     |                             |  |  |       |  |  |                               |  |  |           |  |

### Fonti primarie
- (LA)  De Allobrogibus libri novem.
- (LA)  Peter der Zweite Graf von Savoyen, Markgraf in Italien, sein Haus und seine Lande.
- (LA)  Histoire de Dauphiné et des princes qui ont porté le nom de dauphins.
- (LA)  Recueil des chartes de l'abbaye de Cluny. Tome 6.
- (LA)  Documents inédits relatifs au Dauphiné: Le Cartulaire de Saint-Robert.
- (LA)  Bibliotheca sebusiana.
- (LA, FR)  Histoire de Dauphiné et des princes, tome I.
- (LA, FR)  Histoire de Dauphiné et des princes, Tome II.

### Letteratura storiografica
- (FR)  Histoire generale de Dauphiné. Par Nicolas Chorier.
- (FR)  Histoire généalogique de la royale maison de Savoie, justifiée par titres, ..par Guichenon, Samuel.